# Serghei Narîșkin
Serghei Narîșkin (rusă: Сергей Евгеньевич Нарышкин) (n. 27 octombrie 1954, Leningrad, URSS) este un politician rus, al patrulea președinte al Dumei de Stat din Federația Rusă (din 4 decembrie 2011), președintele Adunării Parlamentare. Este membru al Consiliului Suprem al partidului Rusia Unită (Единая Россия).  În perioada 12 mai 2008 - 20 decembrie 2011 a fost șef al Administrației Prezidențiale a Federației Ruse.

## Legături externe
- http://www.sergeynaryshkin.ru/ Arhivat în 7 februarie 2014, la Wayback Machine. Site-ul oficial
- Băsescu, alături de președintele Dumei de la Mosvova, la o zi după o declarație dură la adresa Rusiei

1. ↑  Deutsche Biographie